# Italské války
Italské války nebo renesanční války byl sled ozbrojených konfliktů v letech 1494 až 1559 na většině Apeninského poloostrova. Zapojily se do nich skoro všechny italské státy, evropské velmoci a Osmanská říše. Vznikly jako dynastický konflikt o obsazení neapolského trůnu (první italská válka) a přerostly v celoevropský boj mezi dvěma nejmocnějšími dynastiemi Západu, Habsburky a francouzským královským domem Valois. Konflikt skončil mírem z Cateau-Cambrésis ve prospěch Habsburků. Za obecný výsledek série italských válek bývá považováno ovládnutí italského severu rakouskou habsburskou monarchií a jihu španělskými Habsburky (střed Itálie zůstal Papežskému státu). Francie se pokusila tyto dvě mocnosti z poloostrova vytlačit posléze ještě za Ludvíka XIV. v 17. století a za Napoleona Bonaparta, avšak teprve Risorgimento (sjednocení Itálie) ve století devatenáctém Španěly a Rakušany opravdu vytlačilo.

## První italská válka
Na trůn v Neapoli měl právo Ferdinandův syn Alfons II. Neapolský. Ale s tím nebyl spokojen milánský vévoda Ludovico Sforza, neboť Alfons nesouhlasil se sňatkem jeho neteře Bianci Marie Sforzy a císaře Svaté říše římské Maxmiliána I. Habsburského (díky níž původně regent Sforza získal vévodský titul). Druhý, kdo stejně jako Ludovico odmítl uznat Alfonsovo nástupnické právo, byl francouzský král Karel VIII. Když ho Sforza vyzval, aby do Itálie vpadl a Neapolské království dobyl, král tak učinil. K invazi ho přesvědčoval i Giuliano della Rovere, neboli budoucí papež Julius II., který věděl, že Alfons má podporu jeho soka, papeže Alexandra VI.

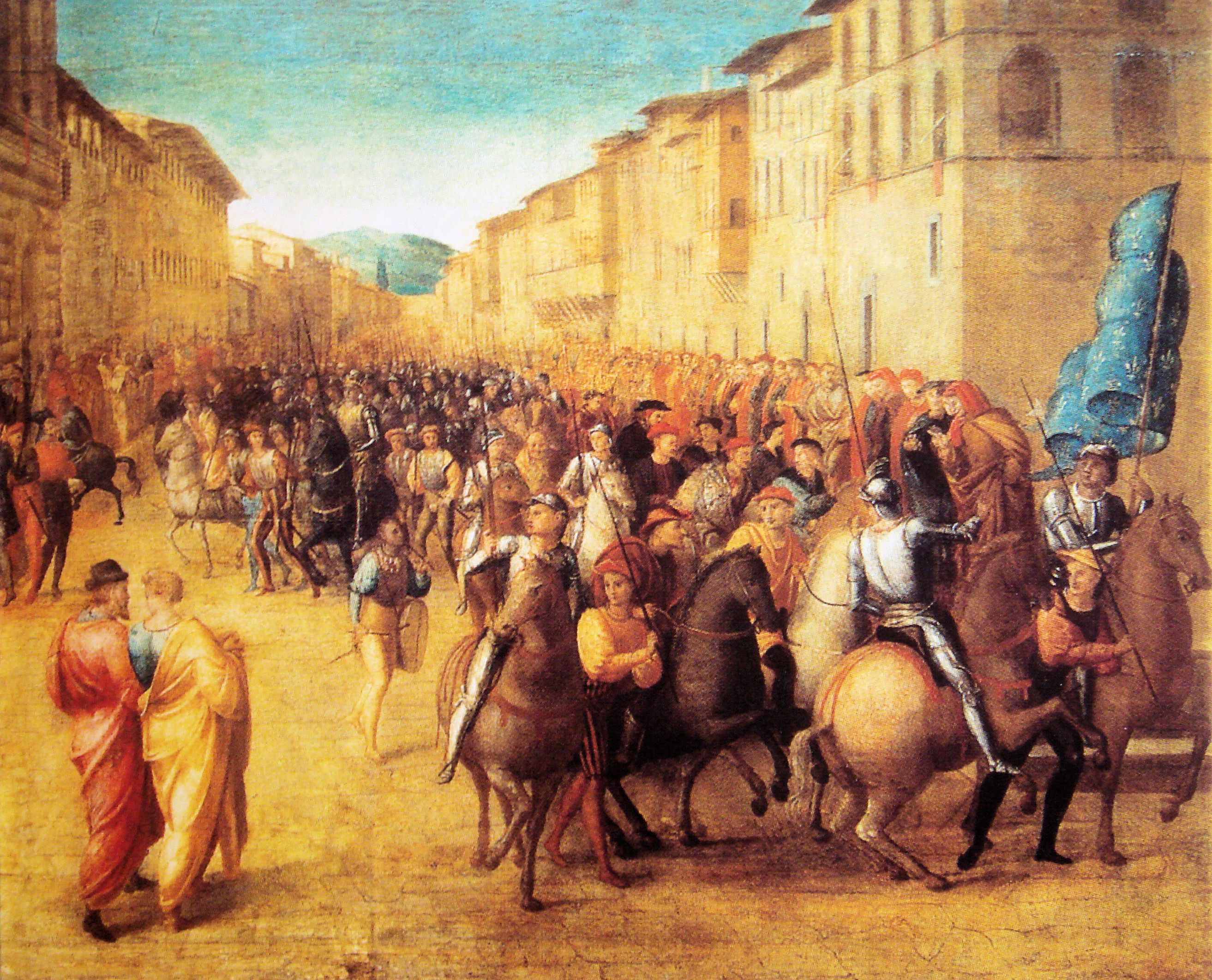
Francouzi vstupují do Florencie roku 1494

Karel VIII. do Itálie přitáhl v roce 1494 s obrovským vojskem 25 tisíc mužů (včetně 8000 švýcarských žoldnéřů). Florenťané ze strachu z jeho armády svrhli medicejskou vládu v čele s Pierem de' Medici řečeným Nešťastný, založili republiku a připojili se k Francouzům. Poté Karel bez boje získal Řím a takřka bez boje Neapol. Stáli proti němu už jen Milánské vévodství a Benátská republika. Aby jejich stranu posílil, vyjednal papež Alexandr VI. podporu španělského a sicilského krále Ferdinanda II. Aragonského a císaře Svaté říše římské Maxmiliána I. Společně s papežskými státy roku 1495 všichni utvořili Svatou benátskou ligu. 6. července 1495 se liga střetla s Francouzi v bitvě u Fornova. I když Karel VIII. utržil menší ztráty než nepřítel a v bitvě tak de facto zvítězil, mohla se vojska Benátčanů a Miláňanů radovat více. Francouzi totiž byli natolik oslabení, že museli zanechat v Itálii většinu své válečné kořisti a rychle Apeninský poloostrov opustit. Vládu v Neapoli převzal Sforzy podporovaný Ferdinand II. Neapolský.

## Druhá italská válka

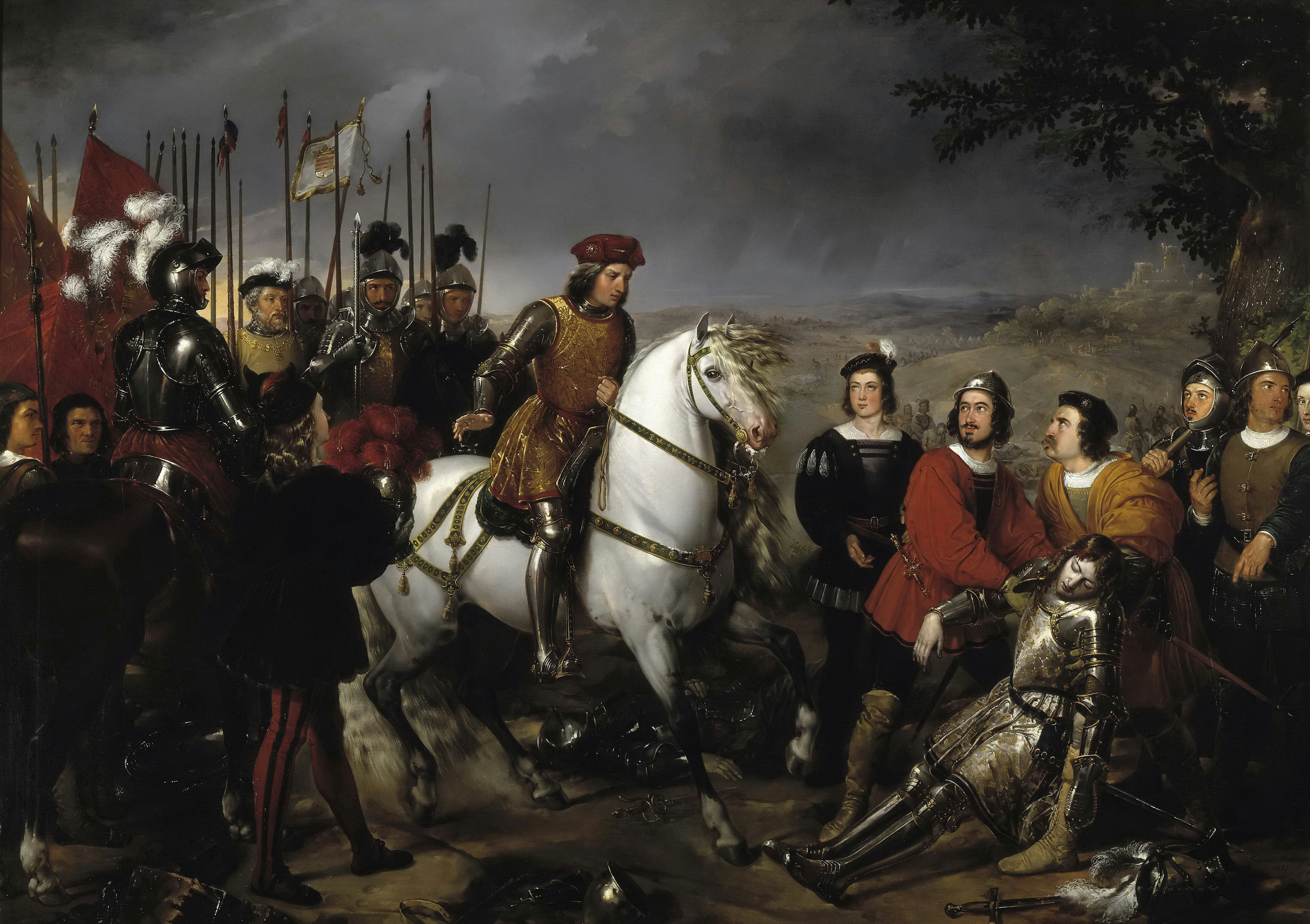
Španělský generál Gonzalo Fernández de Córdoba

Karlův nástupce Ludvík XII. rozhodl, že Francie Neapol musí znovu získat. Zároveň si nárokoval právo na Milánské vévodství, s jehož bývalými vládci (sesazenými vlivnými Sforzy) byl pokrevně spřízněn. Jako spojence na Apeninském poloostrově si našel Benátskou republiku (která chtěla, aby jí Francie pomohla dobýt města v Lombardii), Florencii, papeže Alexandra VI. a zvláště jeho syna Cesare Borgiu, který si sliboval od tohoto spojenectví zřízení vlastního království v Romagně. I když Ludvík XII., který vstoupil do Itálie roku 1499, snadno získal Milán, před branou Neapole udělal osudovou chybu. Požádal o pomoc španělského krále Ferdinanda II. Aragonského. Španělský panovník pozvání do Itálie sice přijal a společně s Ludvíkem Neapol roku 1501 dobyli, ale jejich spojenectví se brzy rozpadlo, když se neshodli v otázce dělení kořisti. Ferdinand chtěl korunu neapolského krále, což Ludvík odmítl a Španělé a Francouzi se brzy pustili do sebe. Ve všech klíčových bitvách roku 1503 zvítězili Španělé a vytlačili francouzská vojska nazpět do Lombardie. Zde Francouzi zjistili, že ani Benátky, které již získaly, co potřebovaly, k nim už nejsou přátelské, a tak Ludvík XII. uzavřel s Ferdinandem II. Aragonským roku 1504 mírovou smlouvu, v níž uznal jeho právo na neapolskou korunu. Ferdinand naopak uznal nárok Francouzů na sever Itálie.

## Válka ligy z Cambrai

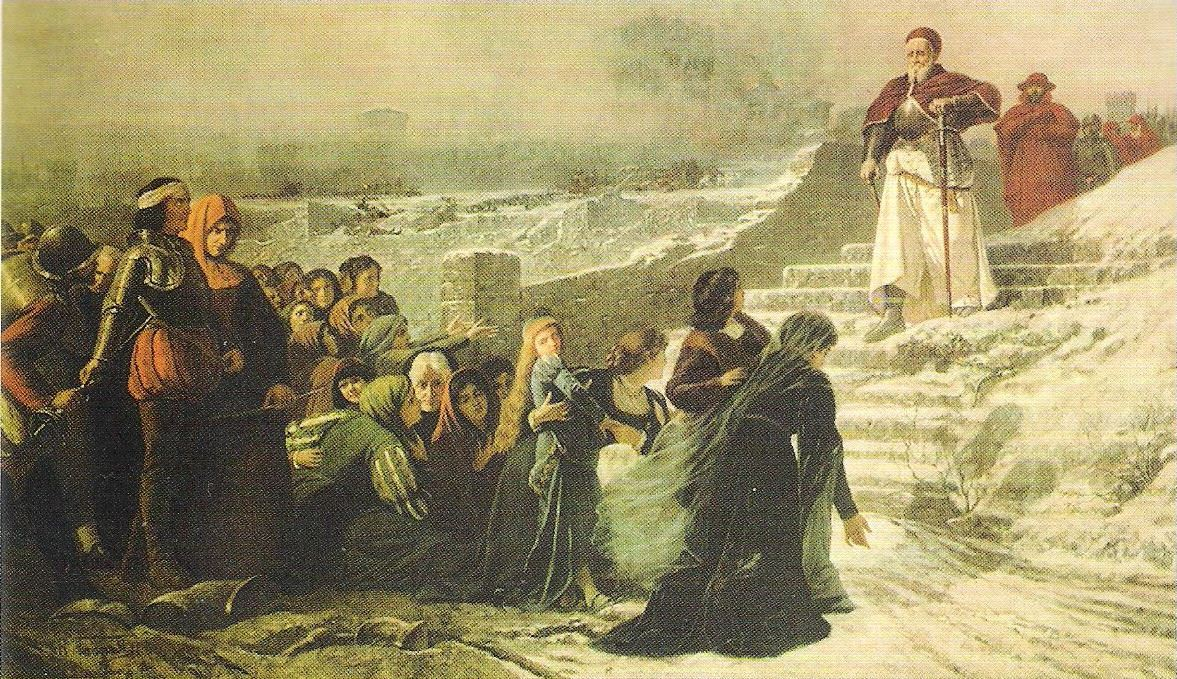
Papež Julius II. řídí bitvu u Mirandoly (1510)

Liga z Cambrai, jedna z tzv. svatých lig (jak byla nazývána uskupení organizovaná papeži), byla utvořena Juliem II., zvaným „papež válečník“, proti Benátské republice. Jednalo se o spojenectví Svaté říše římské, Španělska (kde stále vládl Ferdinand II. Aragonský), Francie (stále Ludvík XII.), Ferrarského vévodství a Papežského státu. Papež se nemohl smířit s tím, že Benátky v předešlé válce získali Lombardii a roku 1508 zahájil válku. V roce 1510 bylo uzavřeno příměří, které však trvalo pouhý rok. Julius II. se tentokrát naopak spojil s Benátčany (a ostatními svými spojenci) proti Francii. Svou pomoc nové lize nabídl i anglický král Jindřich VIII. Tudor. Liga Francouze skutečně porazila, avšak pak přišel další přemet, tak typický pro italské války - spory o kořist přiměly Benátky, aby se spojily s Francií. Nepřehlednou válku ukončilo úmrtí papeže Julia, ale i francouzského krále Ludvíka XII. a španělského krále Ferdinanda II. Poměr sil v Itálii byl po skončení války roku 1516 stejný jako na jejím počátku v roce 1508.

## Válka z let 1521–1526

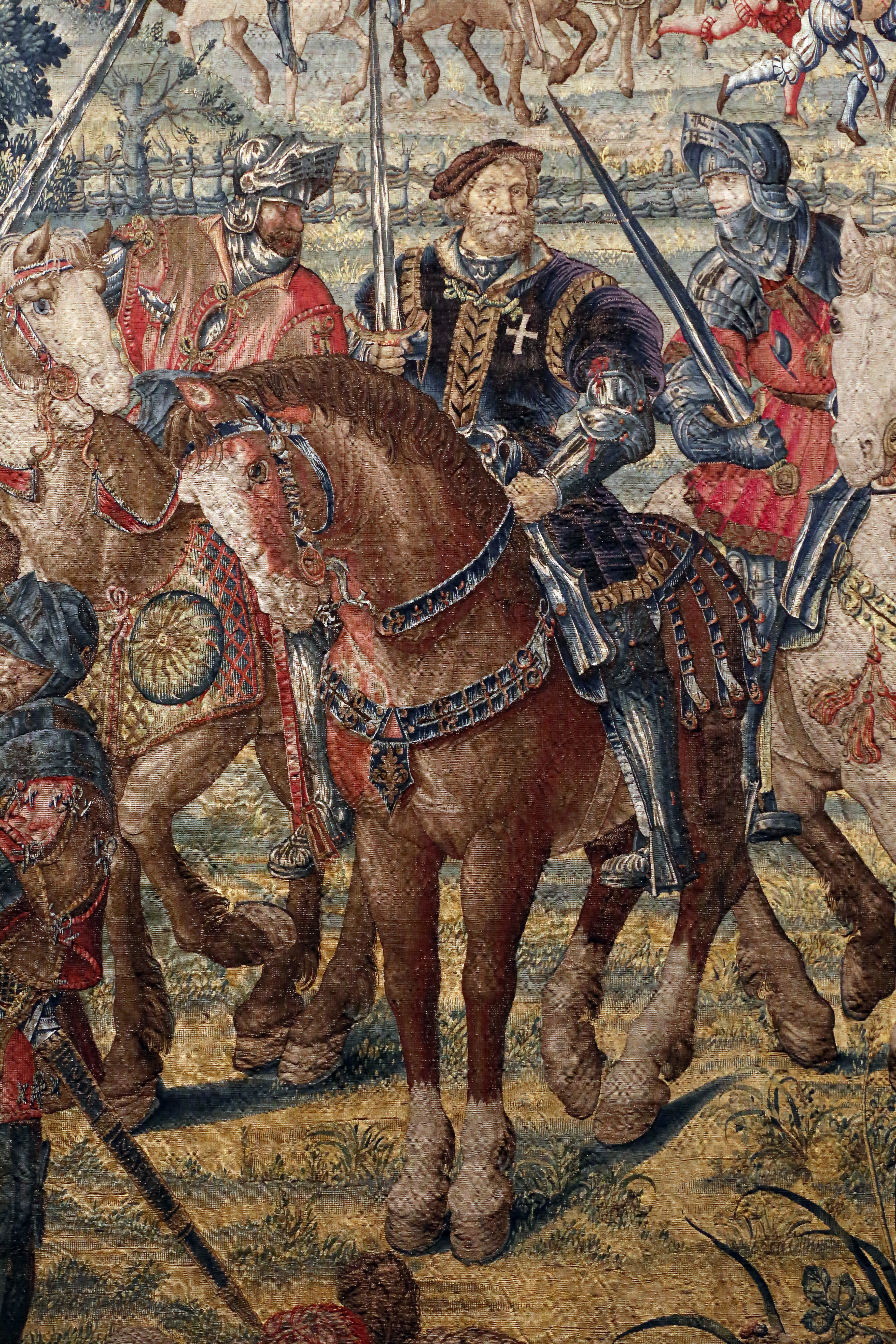
Tapiserie znázorňující bitvu u Pavie

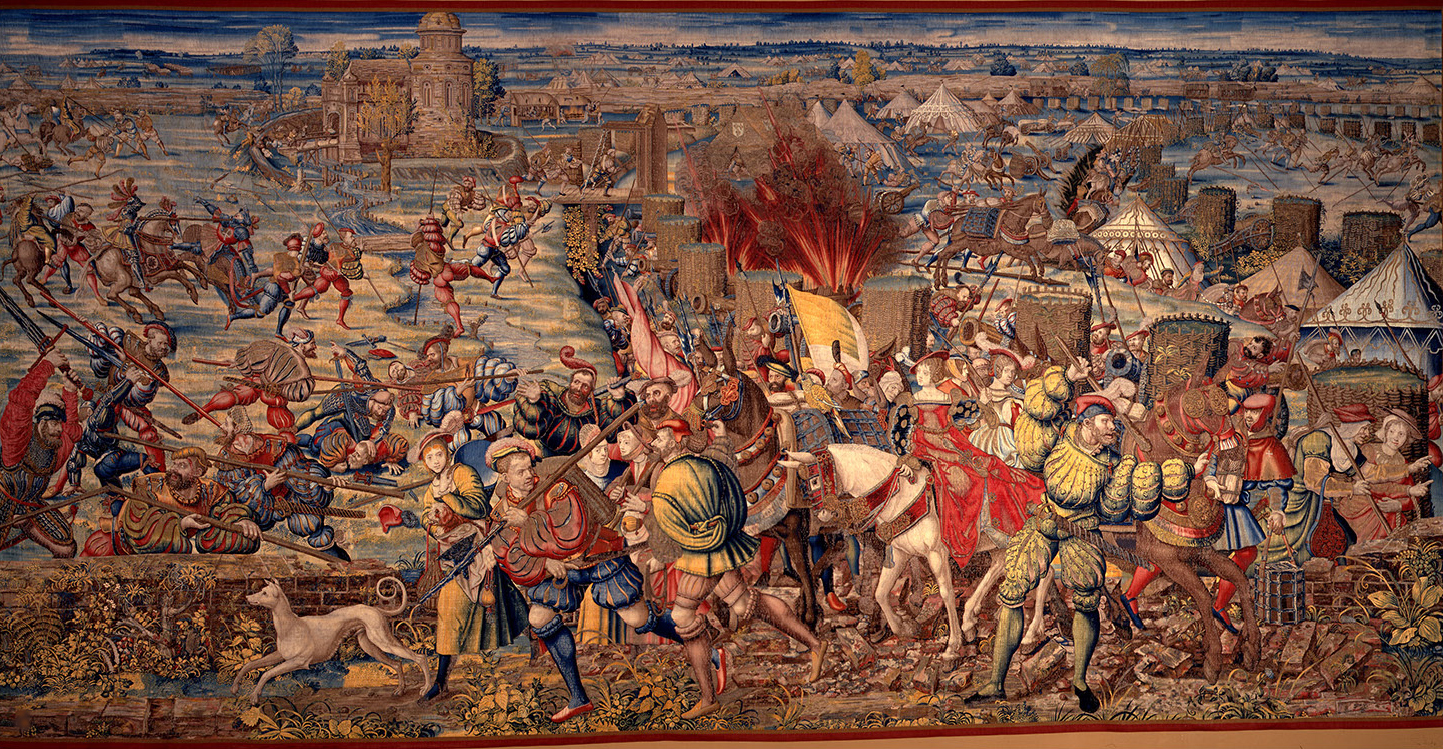
Bitva u Pavie

Dne 28. června 1519 byl španělský král, rakouský arcivévoda a princ habsburského Nizozemska Karel V. zvolen rovněž císařem římským (de facto vládcem Německa). Všechna území obklopující Francii tak byla nyní pod vládou Karla V. a tvořila takzvaný habsburský prstenec. To bylo pro Francouze nepříjemné a pro francouzského krále Františka I. navíc i ponižující, neboť se sám ucházel o titul římského císaře. Karel V. tak využil první příležitost, jak na Františka zaútočit, ovšem - jak se pomalu začalo stávat zvykem - na italském bojišti, když zabral Milán, odkud vyhnal Sforzy. Věřil přitom v podporu papeže Lva X., který Františka I. dlouhodobě podporoval. Avšak po začátku války Lev X. přešel na habsburskou stranu. Brzy se k němu připojil i anglický král Jindřich VIII. Tudor. Papežsko-císařská armáda pod vedením Prospera Colonny a Fernando d'Ávalose v roce 1521 vyrvala z francouzských rukou Milán, porazila Francouze u Bicocca roku 1522 a u Sesia v dubnu 1524. Francouzská katastrofa vyvrcholila porážkou v bitvě u Pavie 24. února 1525, v níž byl sám František I. zajat. Následně byl uvězněn ve Španělsku. Rodina francouzského krále zahájila rozsáhlé diplomatické manévry, jejichž výsledkem bylo, že se Františka zastal vládce Osmanské říše Sulejman I. Dal císaři Karlovi ultimátum. Protože francouzský král nebyl propuštěn, napadl Sulejman Uhry, které vnímal jako Karlovy spojence. Tento útok vedl k bitvě u Moháče roku 1526, ve středoevropských dějinách velmi dobře známé pro úmrtí českého a uherského krále Ludvíka Jagellonského (tím Sulejman paradoxně otevřel Habsburkům cestu k zisku střední Evropy a vybudování podunajské monarchie). Karel však nepovolil a František se ze zajetí dostal až po podpisu tzv. Madridské smlouvy, ve které se vzdal nároků na Itálii, Vlámsko a Burgundsko.

## Válka ligy z Cognacu
Okamžitě jakmile Karel V. v roce 1526 triumfoval, začal proti němu spřádat intriky nový papež Klement VII., znepokojený Karlovou rostoucí mocí. Utvořil proti němu novou svatou ligu nazvanou po městě Cognac. Členy ligy byly papežské státy, Francie (stále vládl František I.), Anglie (stále Jindřich VIII.), Benátská republika, Florencie a Milánské vévodství. Liga navíc naverbovala švýcarské žoldnéře. V Miláně však mezitím vypukla vzpoura proti vládě Francesca Sforzy. To se velmi líbilo francouzskému králi Františku I., který po znovuzískání Milána velmi toužil. 

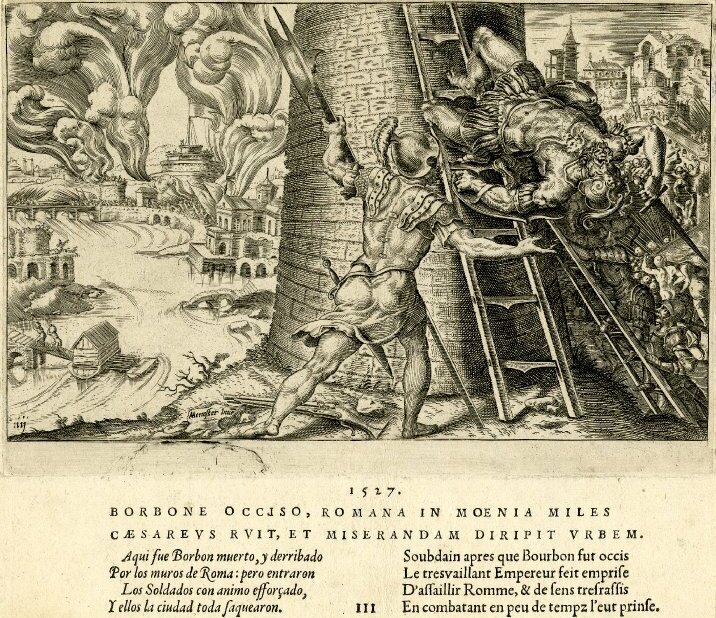
Sacco di Roma

Jeho vojska tedy brzy vstoupila do Itálie. Jenže právě ve chvíli, kdy Hugo z Moncady, velitel císařských sil v Itálii, upozornil papeže Klementa VII., že pokud se papežské státy v nové válce spojí s Francouzi, použijí Němci (Svatá říše římská) proti papeži síly spřáteleného rodu Colonnů a města Sieny. Papež uznal závažnost hrozby a stáhl své síly. Benátky na to reagovaly stažením sil svých a Francouzi, vědomi si nemožnosti dobýt Milán bez podpory italských spojenců, stáhli svá vojska z poloostrova také. Karel V. náhle držel všechny trumfy v rukou. Jeho vojska, dlouhodobě frustrovaná a znervóznělá nevyplácením žoldu, se rozhodla „vzít si nevyplacený žold od poražených“, tedy od papeže, vtrhla do Říma a vyplenila ho (Sacco di Roma). Papeže Klementa uvěznila a císař Karel V. začal diktovat podmínky. V srpnu 1529 byla podepsána smlouva z Cambrai a císař se sám vydal do Itálie, získávat přízeň velkorysostí vítěze. Tato cesta je někdy nazývána „konec italské politiky“, neboť vliv v zemi definitivně převzal cizozemský panovník. Roku 1530 získal Karel V. titul italského krále. Medicejové, vyhnaní během války, nicméně dostali možnost se vrátit k moci ve Florencii.

## Válka z let 1536–1538

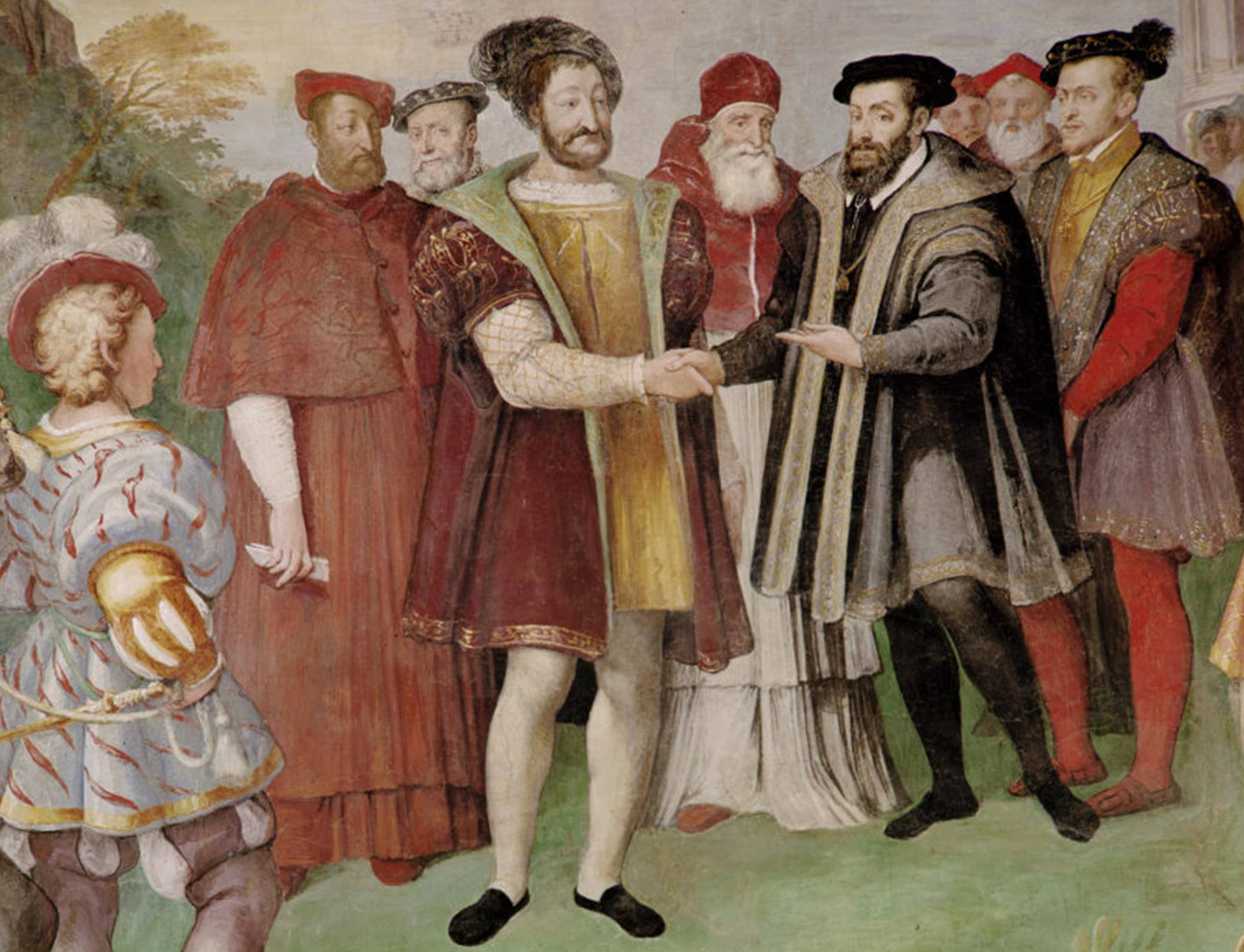
Karel V. a František I. uzavírají mír v Nice

Karel V. poté dominoval italské politice mnoho let. Když v roce 1535 zemřel bez dědiců milánský vévoda Francesco Sforza, ujal se Karel s jakousi samozřejmostí vlády i v Miláně, bez protestu milánských obyvatel nebo jiných italských městských států. Nespokojen však byl francouzský král František I., který na Milán cítil nárok. Jakmile se Karel ujal milánského trůnu, zahájil francouzský král vojenský útok. Jeho armáda pod velením Philippe de Chabota vstoupila do Piemontu s 24 000 pěšáky a 3 000 jezdci. Dobyla v dubnu 1536 Turín, ale nedokázala dobýt Milán. Mezitím se profrancouzská část obyvatel ve městě Asti vzbouřila a svrhla císařskou vládu. Karel V. v reakci napadl Provence na jihu Francie a v srpnu 1536 dobyl město Aix-en-Provence. Cestu k Marseille se nicméně Francouzům podařilo zablokovat, a tak Karel zaútočil na silně opevněné město Avignon, jehož dobýváním se ve Francii „zašprajcoval“. Invaze do Francie byla patrně chybnou taktikou, protože Karel tak ztrácel schopnost reagovat na překotné dění v Itálii. K francouzským jednotkám operujícím v Piemontu se přidalo 10 000 italských dobrovolníků, které vycvičili Guido Rangoni, Galeotto Pico Della Mirandola a další členové vojenské šlechty jižní Lombardie. Koncem roku 1536 se v Janově vylodili Osmané, jimž se spojenectví s Francouzi zalíbilo. Jejich úkolem bylo však spíše jen krýt postup francouzsko-partyzánské armády. Té se nepodařilo dobýt Janov, jen některá menší města v okolí. Symbolický zásah Osmanů však byl přesto klíčový. Karla V. vylekal. Protože s Osmany vedl válku, která pro něj byla zásadní, pochopil, že druhou frontu si nyní dovolit nemůže. Začal tedy usilovat o mír s Francií. Ten byl podepsán v Nice roku 1538 a ponechal Turín ve francouzských rukou.

## Válka z let 1542–1546

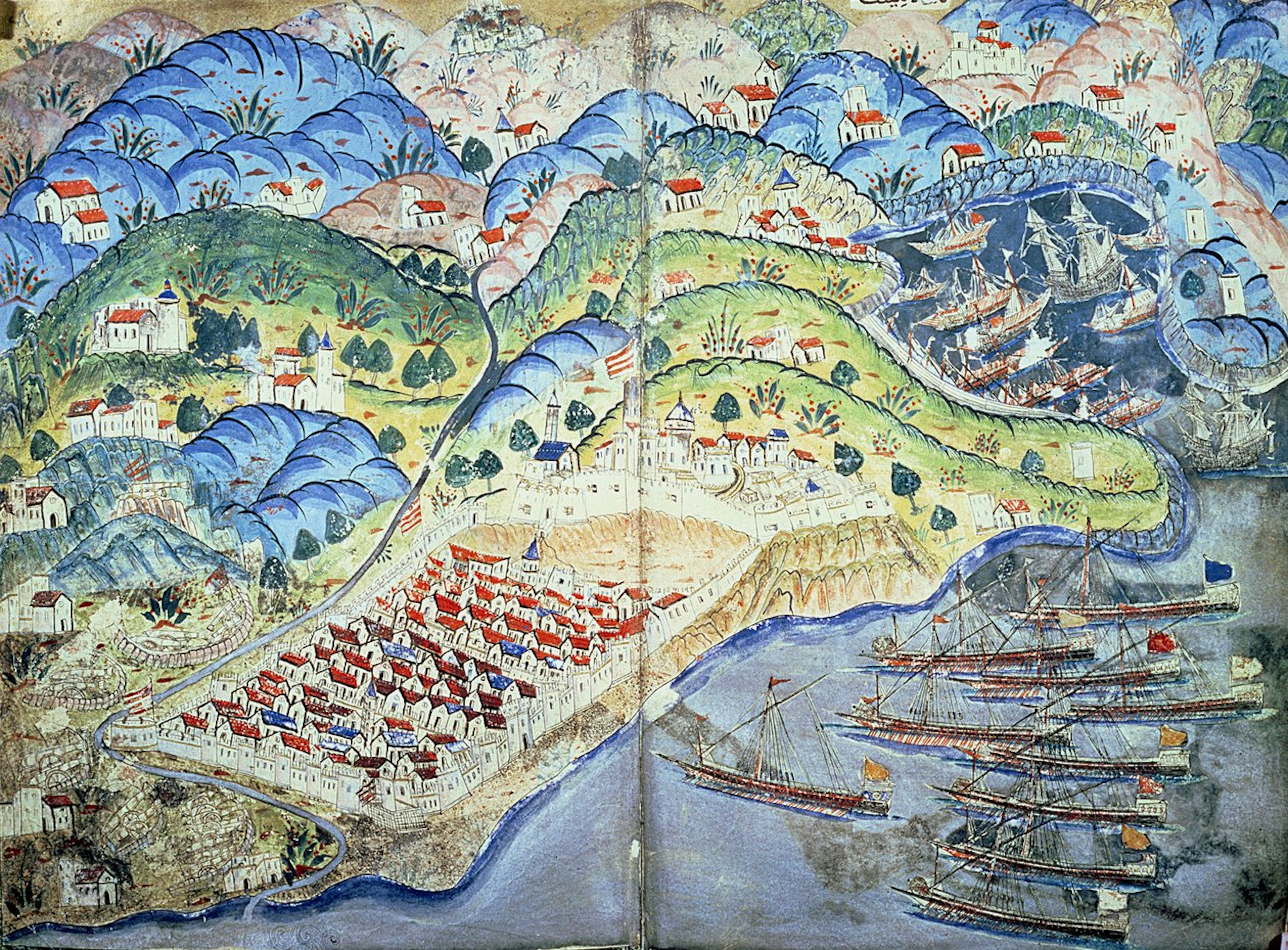
Francouzi a Osmané se vyloďují v Nice

Francouzský král František I. potřetí vytáhl osmanskou kartu v roce 1542. Spolu se Sulejmanem I. vyhlásil válku Svaté říši římské. František, jenž znovu snil především o dobytí Milána, dobyl Perpignan, francouzsko-osmanská flotila pod velením osmanského admirála (a bývalého piráta) Chajruddína Barbarossy získala v srpnu 1543 Nice. Francouzská armáda porazila císařskou armádu i v bitvě u Ceresole 14. dubna 1544, nepodařilo se jí však proniknout dále do Lombardie. Válka uvízla na mrtvém bodě, až do 6. ledna 1537, kdy byl florentský vévoda Alexandr Medicejský zavražděn svým vzdáleným bratrancem Lorenzinem, zvaným Lorenzaccio (zlý Lorenzo). Alexandr měl podporu Svaté říše římské, byl i ženatý s dcerou Karla V. Když byl odstraněn, někteří občané Florencie se pokusili založit ve městě republiku, zatímco promedicejští se pokusili instalovat na trůn sedmnáctiletého Cosimo Medicejského. Republikánská frakce sestavila armádu, promedicejská strana požádala o pomoc Karla V. František I. ucítil hrozbu, že Karel V. ovládne Florencii a začal podporovat republikány. Marně. 4. června 1544 byla armáda republikánů pod vedením Piera Strozziho poražena císařskými silami. Francie byla „k doražení“, čehož rád využil anglický král Jindřich VIII., který vtrhl do severní Francie, v součinnosti s invazí Karlovou. V jednu chvíli byla anglická a císařská vojska šedesát mil od Paříže. Nedostatečná spolupráce Němců a Angličanů však vedla k tomu, že útok nakonec úspěšný nebyl. Problémy s Osmany znovu přinutily Karla V. k tomu ofenzivu přerušit a obnovit status quo ante bellum.

## Poslední italská válka
31. března 1547 král František I. zemřel a byl na trůnu nahrazen svým synem Jindřichem II. V roce 1551 Jindřich vyhlásil válku Karlu V. s cílem konečně dobýt Itálii. Francouzská ofenzíva v Lotrinsku byla úspěšná, ale francouzská invaze do Toskánska byla v roce 1553 odražena. Francouzi byli poté rozhodným způsobem poraženi v bitvě u Marciana 2. srpna 1554. Francie v první fázi války nicméně dobyla tři frankofonní města, Mety, Toul a Verdun a za pomoci Osmanů Korsiku. Poté přišel zvrat, který vychýlil dění nejen této války. V roce 1556 se Karel V. vzdal císařského i španělského trůnu. Římské žezlo předal svému bratrovi (a českému králi) Ferdinandu I., španělský trůn svému synovi Filipovi II. Šlo o riskantní geopolitický tah, který měl dalekosáhlé důsledky. Rozpojení habsburské veleříše na rakouskou a španělskou část (které se od sebe v čase stále více vzdalovaly) nicméně zmírnilo v Evropě napětí. Francie se přestala cítit tak ohrožená. Oblastí, které nejvíce odlehlo, pak byla Itálie. Jak aktuálně (boje v Itálii ustaly), tak v delším časovém horizontu (Itálie přestala být bojištěm, kde velmoci „hledaly rovnováhu“). Poslední italská válka se pak dohrávala na vlámské frontě. Španělský král Filip II., ve spojení s Emanuelem Filibertem Savojským, porazil Francouze u Saint-Quentinu, ti naopak dobyli Calais a řadu měst v Nizozemsku. V té chvíli se všechny strany dohodly na potřebě uzavřít mír. Mírová smlouva byla podepsána 3. dubna 1559 v Cateau-Cambrésis, delegacemi Francie, Španělska, Anglie a Svaté říše římské.